# Белогорское (Мордовия)
 Белогорское  — село в Лямбирском районе Мордовии в составе  Атемарского сельского поселения.

## География
Находится на расстоянии примерно 13 километров на восток-северо-восток от города Саранск.

## История
Основано в начале 1920-х годов переселенцами из села Атемар как деревня Белогорка, в 1931 году учтено 127 дворов

## Население
Постоянное население составляло 60 человек (русские 89%) в 2002 году, 54 в 2010 году .